# IBM 8100

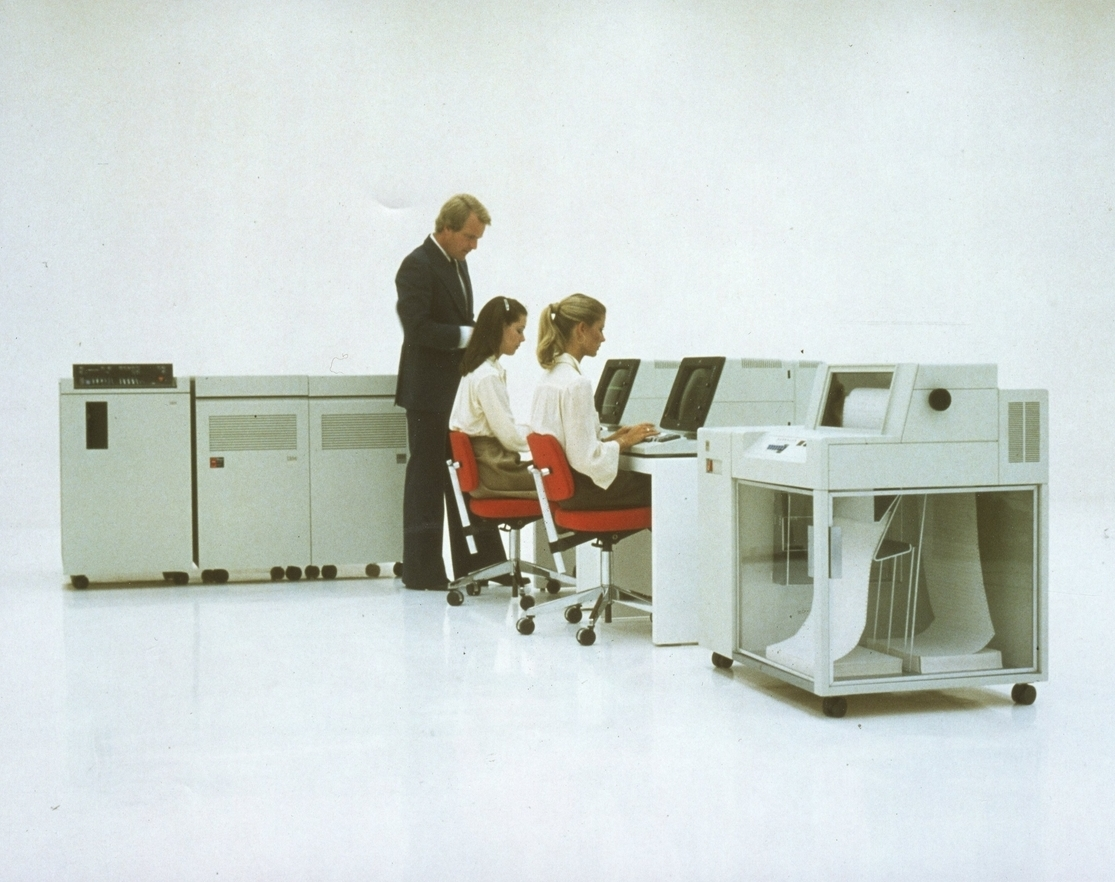

IBM 8100は、IBMが1978年に発表した分散処理用のコンピュータである。現在ではミッドレンジコンピュータ、ミニコンピュータ、オフィスコンピュータなどに分類される。

## 名称
正式名称は「IBM 8100 情報システム」(IBM 8100 Information System)である。

## 概要
IBM 8100はIBMの当時の分散処理用のコンピュータであり、（メインフレームによる集中処理に対して）ローカルでの処理能力を提供した。
IBM 8100は、分散処理用コンピュータであるIBM 3790の後継であり、DPCX(Distributed Processing Control eXecutive)とDPPX(Distributed Programming Processing Executive)の2つの互換性の無いオペレーティングシステム(OS)で稼働した。

## 歴史
1978年にIBMは8100情報システムとDPPXを発表した。これらの製品は集中管理されたネットワークの中での、分散処理能力の簡単な提供を目的としたが、あまり成功しなかった。
しかし同時に登場したアプリケーション開発・実行環境であるDMS/DPPX(Data Management System/Distributed Processing Programming Executive)は、後のCSP(Cross System Product)となった。
1986年にIBMは8100のハードウェアとソフトウェアの中止を決定し、後継として新しいSystem/370互換ファミリーであるIBM 9370（後にIBM ES/9370と改名）に置き換えようとした。
IBMは1987年3月には9370で稼働するDPPXを発表し、1988年3月にはDPPX/370が出荷された。そのDPPX/370も1997年には退役した。

## アーキテクチャ
IBM 8100は32ビットのプロセッサー(CPU)を持つが、その命令セットはUC(Universal Controller)と呼ばれる系列で、内部的にはUC0（8ビット）、UC.5（16ビット）、UC1（32ビット） であった。